# Małyń
Małyń [ˈmawɨɲ] es un pueblo ubicado en el distrito administrativo de Gmina Zadzim, dentro del distrito de Poddębice, Voivodato de Łódź, en Polonia central. Se encuentra aproximadamente a 13 kilómetros al este de Zadzim, a 14 kilómetros al sur de Poddębice, y a 31 kilómetros al oeste de la capital regional Łódź.
El pueblo tiene una población de 180 habitantes.